# Allard H. Gasque
Allard Henry Gasque (ur. 8 marca 1873 w pobliżu Hyman w hrabstwie Florence, zm. 17 czerwca 1938 w Waszyngtonie) – amerykański polityk, członek Partii Demokratycznej.

## Działalność polityczna
W okresie od 4 marca 1923 do śmierci 17 czerwca 1938 przez osiem kadencji był przedstawicielem 6. okręgu wyborczego w stanie Karolina Południowa w Izbie Reprezentantów Stanów Zjednoczonych.
Jego żoną była Elizabeth Hawley Gasque.